# Текумсе

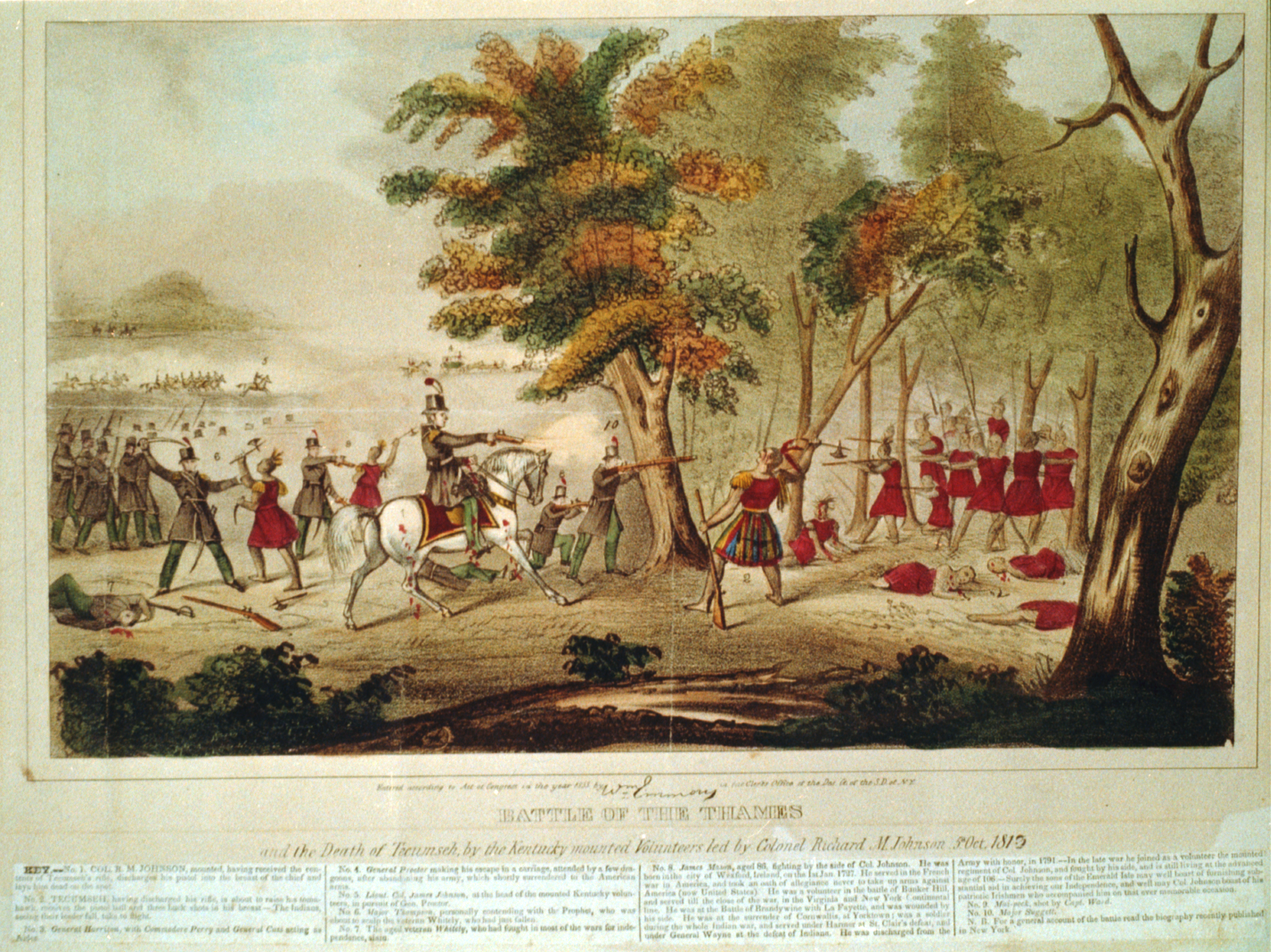
Смерть Текумсе в битве на реке Темc. Раскрашенная литография (1833)

Текумсе (англ. Tecumseh; 1768 — 5 октября 1813) — лидер народа шауни и индейского племенного союза, известного как Конфедерация Текумсе.

## Молодые годы
Текумсе родился в 1768 году, в бассейне реки Сайото, на территории современного штата Огайо.
Его отец, Паксинво, принимал участие в т. н. войне с французами и индейцами. Он был убит в битве при Пойнт-Плезант. Белые поселенцы напали на индейцев на их землях, нарушив мирный договор, заключённый после окончания войны Данмора в 1774 году. После гибели отца Текумсе решил стать воином.
Во время Войны за независимость США, когда Текумсе было примерно 14 лет, он принял участие в боевых действиях, взяв британскую сторону: против досаждавших шауни американских колонистов. После окончания войны в 1783 году лидеры нескольких индейских племён заключили в Сандаски договор о создании конфедерации и совместном ведении переговоров с властями США. Несмотря на мирный договор, который был заключён в форте Детройт в 1786 году, захват индейских земель белыми поселенцами продолжился. Воины Западной Индейской Конфедерации, в ответ на вторжение, атаковали поселения американцев: в результате началась Северо-западная индейская война. Текумсе принял в ней активное участие и отличился в битве, где была разгромлена армия генерала Артура Сент-Клэра. Из 920 американских солдат 632 были убиты на месте, не считая раненых и захваченных в плен. В июне 1794 года Текумсе возглавил атаку индейцев на Форт-Рикавери, которая окончилась неудачно. Он также принял участие в сражении при Фоллен-Тимберс, после которого индейцы были вынуждены подписать Гринвилльский договор.

## Война Текумсе
Текумсе отказался признать Гринвилльский договор и не присутствовал при его подписании. Индейскую сторону представляли вожди индейских племён вайандотов, делаваров, шауни, оттава, оджибве, потаватоми, майами, кикапу, каскаския. От шауни договор подписали вожди Чёрное Копыто и Синяя Куртка, последний передал свои полномочия Текумсе в 1801 году.
Уильям Генри Гаррисон, получивший в 1800 году назначение на должность губернатора, в январе 1801 года приехал во вновь образованную территорию Индиана. Он стремился завладеть правами на индейские земли, чтобы открыть их для поселенцев. Гаррисон заключил с индейцами многочисленные договоры о землепользовании, в том числе договор в Форт-Уэйне 30 сентября 1809 года, по которому вожди индейцев продали три миллиона акров (около 12 000 км²). Текумсе настаивал на том, что договор, заключённый в Форт-Уэйне, незаконен. Он отверг этот договор и начал объединять недовольных из разрозненных индейских племён. Текумсе планировал объединить все индейские племена северо-востока и востока США. Важную роль в объединении племён сыграл брат Текумсе, шаман Тенскватава, который стал проповедовать новое религиозное движение. Духовное учение Тенскватавы призывало к отказу от межплеменных войн и ограничению контактов с белыми людьми.
В 1810 году на совещании с Гаррисоном Текумсе потребовал, чтобы президент США дезавуировал договор в Форт-Уэйне, и предупредил, что американцы не должны пытаться селиться на землях, проданных по этому договору. Гаррисон не согласился с ним и настаивал, что племена могут иметь индивидуальные отношения с США. Текумсе предупредил Гаррисона, что он будет искать союза с британцами, если начнутся военные действия. В августе 1811 года Текумсе вновь встретился с Гаррисоном в городе Винсенс, где заверил его, что шауни хотели бы остаться в мире с США, но для этого должны быть урегулированы разногласия между сторонами. Возможно, лидер шауни хотел таким образом выиграть время и усилить Индейский союз. После встречи с Гаррисоном Текумсе отправился на юг, чтобы встретиться с представителями Пяти цивилизованных племён. Однако большинство южан отклонило призыв Текумсе, его поддержала лишь часть племени криков.
Воспользовавшись отсутствием Текумсе, Уильям Гаррисон собрал отряд из 1200 солдат и ополченцев и в начале ноября 1811 года двинулся к Профетстауну, поселению шамана Тенскватавы. Отправляясь на встречу с представителями Пяти цивилизованных племён, военный лидер шауни запретил брату вступать в вооружённый конфликт с американцами, однако несколько индейских воинов напали на поселения белых, расположенных неподалёку от Профетстауна. Нападение индейцев послужило предлогом для вооружённого вторжения американцев. Тенскватава, в отсутствие Текумсе, оказался перед выбором: готовиться к сражению или идти на мирные соглашения с американцами. В результате индейцы решили атаковать армию США. 7 ноября 1811 года состоялось Сражение при Типпекану, в котором победу одержали американцы, Профетстаун был сожжён. Тенскватава потерял многих своих последователей, а Индейская Конфедерация так и не смогла восстановить свою прежнюю мощь.

## Война 1812 года

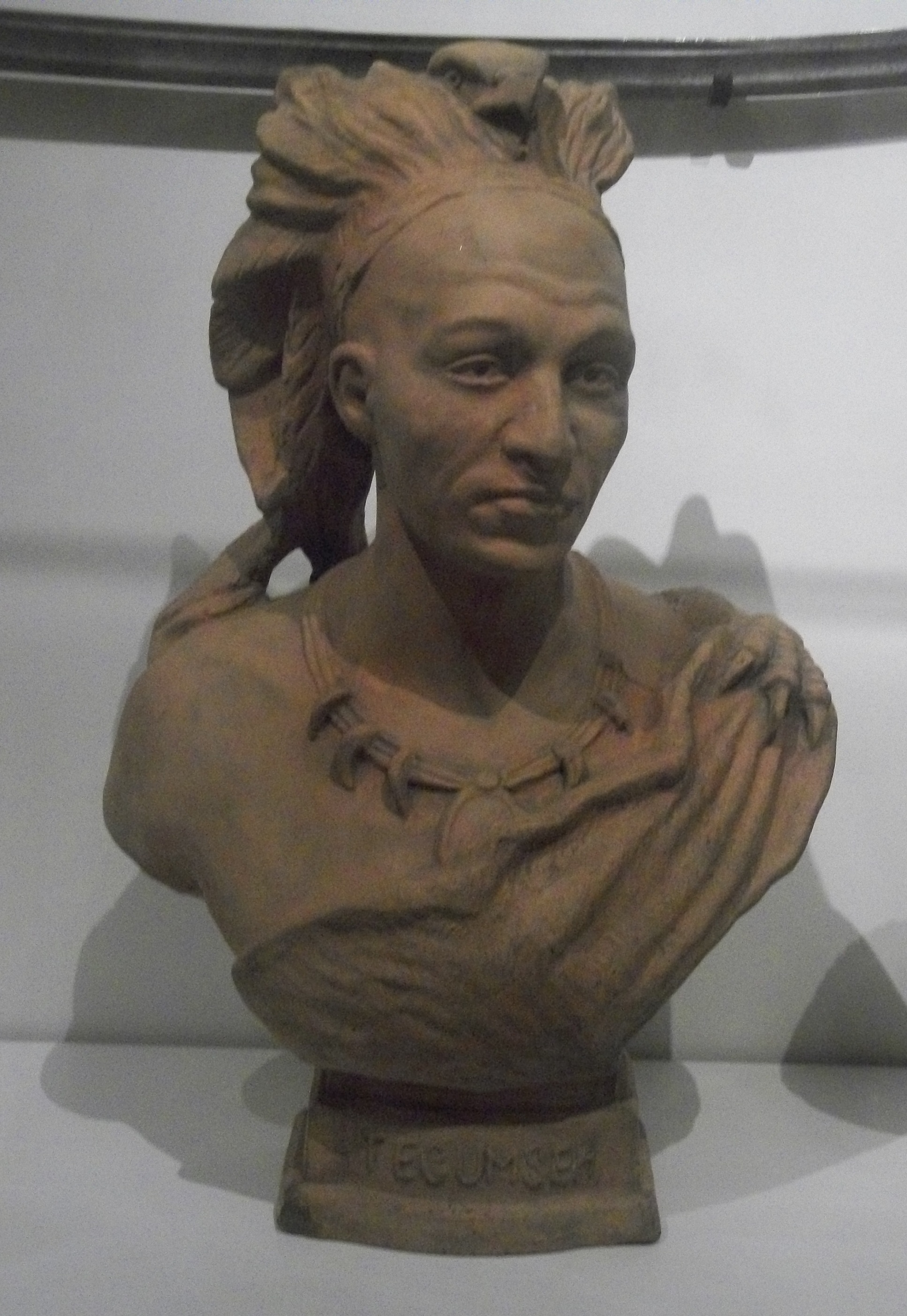
Бюст Текумсе, Королевский музей Онтарио

После поражения при Типпекану Текумсе собрал своих сторонников, чтобы присоединиться к британцам, надеясь сыграть на их противоречиях с американцами в условиях войны 1812 года. Британская колониальная империя представлялась вождю «меньшим злом» для индейцев.
18 июня 1812 года президент и Конгресс США объявили войну Британской империи.
Текумсе сыграл решающую роль при взятии британцами Детройта. Имея всего 400 воинов, он провёл свои силы перед расположением американцев сначала по равнине, затем по лесу, создавая таким образом вид, что численность его войска намного больше. Испугавшись, что индейцы учинят резню, американский генерал Уильям Халл объявил о капитуляции. Детройт был взят без боя. Текумсе был произведён в бригадные генералы британской армии.
13 октября 1812 года в сражении на Квинстонских высотах был убит временный военный губернатор Канады Айзек Брок, у которого сложились хорошие отношения с Текумсе. Новым командующим британскими вооружёнными силами был назначен полковник Генри Проктер. У Текумсе с Проктором начались разногласия. Полковник не желал активно преследовать американцев, когда для этого появилась возможность. Напротив, британская армия отступала, когда поблизости не было ни одного американского солдата — Текумсе не мог понять этого. В начале октября 1813 года на берегу реки Темс американцы настигли силы британцев.
Текумсе однажды сказал: Когда придет время умирать, не будь подобен тем, чьи сердца наполнены страхом смерти настолько, что, когда приходит их час, они жалобно плачут и молят дать им ещё немного времени, чтобы иначе прожить свою жизнь. Спой свою песнь смерти и умри как Герой, возвращающийся домой. 5 октября 1813 года армия США под руководством Уильяма Гаррисона атаковала объединённое войско британцев и индейцев, началось сражение на Темсе. Британские солдаты быстро отступили под натиском американцев, и основной удар приняли на себя воины Текумсе. В завязавшейся рукопашной схватке Текумсе был убит.
До сих пор точно не установлено, кто убил лидера индейцев. По одной из версий, это сделал полковник Ричард Джонсон, который отчасти из-за этих слухов был избран в 1837 году вице-президентом при президенте Мартине Ван Бюрене.

## Память
- Американский город в штате Мичиган носит имя Текумсе.
- Одна из четырёх 25-центовых монет, выпущенных Канадским монетным двором к двухсотлетию войны 1812 года, посвящена Текумсе.
- Компания по производству холодильных компрессоров, основанная в начале XX века в этом городе, также носит имя Текумсе (Tecumseh) и имеет своим логотипом стилизованное изображение индейца в национальном головном уборе из перьев[9].
- Четыре корабля ВМФ США носили имя Текумcе (USS Tecumseh):
  - USS «Текумсе»[англ.], монитор типа «Каноникус», введённый в строй 19 апреля 1864 года. Он затонул практически со всем экипажем 5 августа того же года в Сражении в заливе Мобил.
  - USS «Текумсе» (YT-24), буксир, первоначально называвшийся Edward Luckenbach, купленный ВМФ США в 1898 году и переименованный. Был исключён из списка кораблей ВМФ США около 1945 года.
  - USS «Текумсе» (YT-273), буксир типа Pessacus, введённый в строй в 1943 году и выведенный из эксплуатации в 1975 году.
  - USS «Текумсе» (SSBN-628)[англ.], ракетный подводный крейсер стратегического назначения типа «Джеймс Мэдисон», введённый в эксплуатацию в 1964 году и выведенный из состава флота в 1993 году.

### В искусстве
В 1972 году на киностудии ДЕФА был снят вестерн «Текумзе».
В 1995 году в США снят биографический вестерн «Текумзе: Последний Воин».